# Rissa
Rissa és un antic municipi situat al comtat de Sør-Trøndelag, Noruega. Té 6.644 habitants (2016) i té una superfície de 621.61 km². El centre administratiu del municipi és el poble d'Årnset.
De nord-oest a sud-est limita amb els municipis de Bjugn i Åfjord a Sør-Trøndelag, i Verran i Leksvik a Nord-Trøndelag. El municipi és conegut per la immensa esllavissada de terres que s'hi produí l'any 1978.